# Antoine-Claude-Pierre Masson de La Motte-Conflans
Pour les articles homonymes, voir Masson.
Antoine-Claude-Pierre Masson de La Motte-Conflans, né à Vertus (Marne) le 24 novembre 1727 et mort le 24 janvier 1801 (4 pluviôse de l'an IX) dans la même ville, est un homme de lettres français. Il a épousé Marie Anne Laloy à Lille (Nord) le 11 octobre 1756. D'où postérité.
Avocat au Parlement de Paris, La Motte-Conflans était membre de la Société littéraire de Châlons-en-Champagne.
On lui doit :
- l’Année sans merveille, ou Fausseté de l’année merveilleuse (de l’abbé Coyer), Lille, 1748 ;
- l’Armée du Roi dans la Flandre hollandaise, ode, 1747.
- Épitre au Roi sur la paix ;Publiée sous le nom d’un officier gascon.
- Epître du magister de Lauffeldt an curé de Fontenoy, 1747, in-12 ;
- Étrennes du Parnasse, 1748, in-12 ;
- la Gloire de la ville d’Ypres sous le gouvernement français, ode, 1746.

Il a collaboré à l’Encyclopédie de Diderot et D’Alembert, à laquelle il a fourni les articles « Denier césar » et « Épier ».

## Sources
- Joseph-Marie Quérard, La France littéraire, t. 5, Paris, Firmin-Didot, 1862, 1833, p. 611.
- Frank A. Kafker, Notices sur les auteurs des dix-sept volumes de « discours » de l'Encyclopédie, Recherches sur Diderot et sur l'Encyclopédie, 1989, Volume 7, Numéro 7, p. 125–150